# Oberammergau

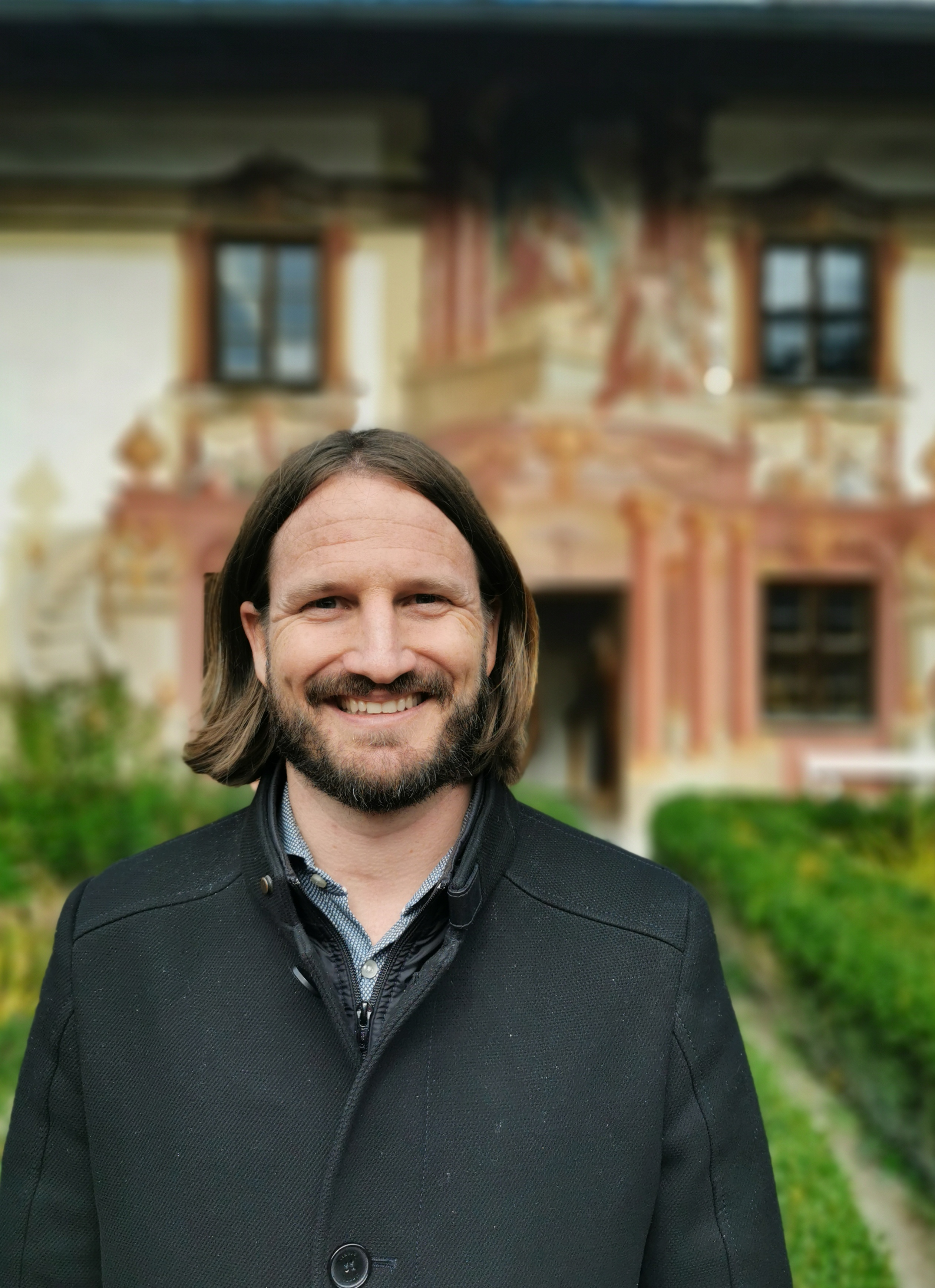
Andreas Rödl (2022) vor der Gartenfassade des Pilatushauses

Oberammergau ist eine Gemeinde im oberbayerischen Landkreis Garmisch-Partenkirchen und liegt im Naturpark Ammergauer Alpen. Der gleichnamige Hauptort ist Sitz der Gemeindeverwaltung.
Die Gemeinde liegt im Ammertal am Fluss Ammer. Bekannt ist Oberammergau vor allem durch die alle zehn Jahre stattfindenden Passionsspiele, die zuletzt im Jahr 2022 aufgeführt wurden, sowie die ortsansässigen Kunsthandwerker mit Herrgottschnitzern und die mit Lüftlmalerei verzierten Häuser. Sehenswerte Beispiele dieser barocken Malerei sind unter anderem die Fassaden am Forsthaus, am Mußldomahaus und am Pilatushaus.

## Geographie

### Geologie
Die Gletscher der Eiszeiten schürften die Täler, an deren Rändern und Gletscherzungen sie Moränen hinterließen. In den Zwischeneiszeiten schmolzen die Gletscher und aus dem Schmelzwasser des sich zurückziehenden Ammergletschers entstanden Seen. Die abfließenden Wassermassen bauten steinerne Schuttberge, welche sich manchmal zu Hindernissen auftürmten und das Wasser zu Umwegen zwangen. Auf den Schuttmassen entstanden Orte wie Ettal, Oberammergau und Unterammergau.:48–50
Nur circa einen Kilometer entfernt vom Ortskern befindet sich der markante Hausberg Kofel (1342 m ü. NHN).
Die Gemeinde hat zwei Gemeindeteile (in Klammern ist der Siedlungstyp angegeben):
- Oberammergau (Pfarrdorf)
- Sankt Gregor (Dorf)

### Klima

Niederschlagsdiagramm

Mit 1471 Millimeter Jahresniederschlag gehört Oberammergau zu den niederschlagsreichsten Orten Deutschlands.
Der trockenste Monat ist der Februar; am meisten regnet es im Juli. Im niederschlagsreichsten Monat fällt etwa 2,6-mal so viel Regen wie im trockensten Monat. Die jahreszeitlichen Niederschlagsschwankungen liegen im oberen Drittel. Bei über 99 % aller Orte schwankt der monatliche Niederschlag weniger.

## Geschichte
Nach der Chronik des Pfarrers Joseph Alois Daisenberger, der in Oberammergau von 1854 bis 1883 seelsorgerisch tätig war, ist von der keltischen Siedlung dort wenig bekannt. Das gilt auch für die Römerzeit. Die Christianisierung des Gebietes erfolgte durch den Mönch Thosso. Er war Begleiter des heiligen Magnus von Füssen.
Am Ende des 9. Jahrhunderts ließ sich der Welfe Ethiko im Ammergau nieder. Er stiftete dort ein Kloster, das unter seinen Nachfolgern nach Schwaben verlegt wurde. Die Einkünfte aus den vorhandenen Gütern dienten dem Einsatz eines eigenen Pfarrers im Ammertal. 1074 stiftete Welf IV. das Kloster Rottenbuch. Dieses bestellte von da an die Seelsorger im Ammergau. Um 1120 gab es eine von den Welfen gestiftete Kirche in Oberammergau. Nach dem Tod seines einzigen Sohnes 1167 stiftete Welf VII. zu dessen Gedenken dem Stift Kempten einige Güter im Ammertal. Die anderen Besitzungen verkaufte er an Kaiser Friedrich Barbarossa, den Staufer. Nach dem Tode Konradins gingen alle Besitzungen der Staufer 1269 an Herzog Ludwig von Wittelsbach. Im Besitz dieses bayerischen Herzoghauses blieben sie bis 1918.
Von besonderer Bedeutung war für Oberammergau, als Ludwig der Bayer auf einem Feldzug gelobte, für Errettung aus höchster Not ein Kloster zu gründen. Beim Bau 1330 in Ettal erhielten die Bauern das Erb- und Baurecht für ihre Mithilfe. Die Ritter gewährleisteten im Gegenzug Sicherheit. Mit dem Errichten des Klosters ging die Erneuerung des Weges von Au (Oberau) über den Kienberg nach Ammergau einher. Die ortskundigen Oberammergauer Fuhrleute, genannt die Rottmänner, waren für einen bestimmten Abschnitt der Rottstraße zuständig. Jeder hatte seinen Teil instand zu halten und als kundiger Einheimischer für sicheren Transport auf seinem Abschnitt zu sorgen. Als weiteres Privileg gestand Kaiser Ludwig der Bayer den Oberammergauern 1332 das Niederlagsrecht zu. Dies besagte, dass dort die Waren auf die Fahrzeuge der Rottleute umgeladen und im Ort angeboten werden mussten. Das bildete die Grundlage für das Entstehen eines regen Handelsverkehrs zwischen Italien und Deutschland. Ab dem Jahr 1530 durften die Fuhrleute für einen beladenen Rottwagen einen Kreuzer Wegegeld verlangen. Gegen Ende des 16. Jahrhunderts ging das Rottfuhrwesen zurück, da die Kaufleute sich andere Wege suchten. Nur die Schnitzerei erlebte weiteren Aufschwung und das Kloster Ettal erließ deshalb eine Handwerksordnung.
Um 1600 existierten in Oberammergau zwei Gremien. Der Gemeinderat oder „Rat der Sechs“ lenkte mit Unterstützung „der Zwölf“ die Geschicke des Ortes. Diese Leute wurden jeweils für ein Jahr gewählt und unterstanden dem Richter von Ettal. Dessen Vorgesetzter war der Pfleger von Murnau. Dort fanden die Verhandlungen wichtiger „Criminalsachen“ statt. Die Chronik Daisenbergers berichtet, dass es den Ortsbewohnern gut ging und viele zu Wohlstand gelangten. Im Dreißigjährigen Krieg (1618–1648) litten die Ortsbewohner einige Male unter dem Durchzug von kaiserlichen Truppen und (nur) einmal unter einem Überfall schwedischer Truppen.

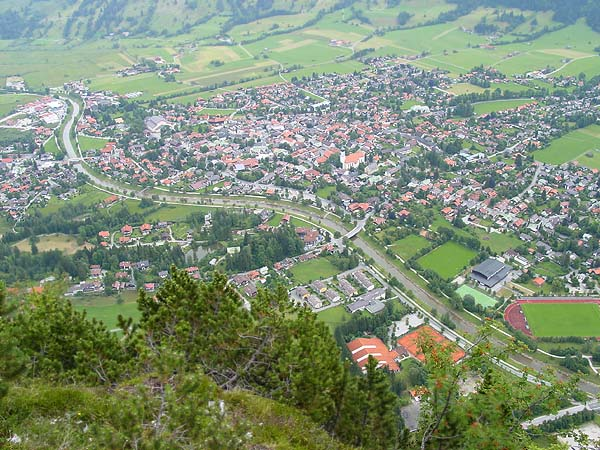
Blick vom Kofel auf Oberammergau

Die steigende Bevölkerungszahl veranlasste am Beginn des 17. Jahrhunderts den Ettaler Abt Leonhard Hilpolt und den Murnauer Pfleger Urban Morhard, für freiwillig oder erzwungene Auswanderung von unrechtmäßig Zugezogenen zu sorgen.

Blick auf die Hauptstraße Oberammergau um 1905

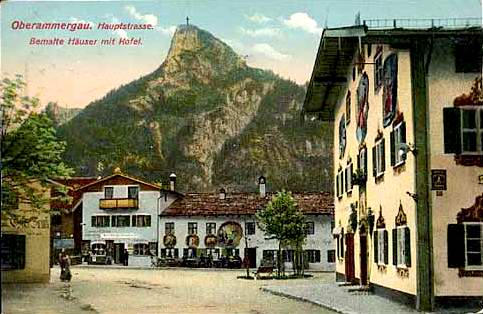
Ansichtskarte von 1918 mit dem Oberammergauer Hausberg, dem Kofel

Die Hofmark Oberammergau war ein Teil des Herrschaftsgerichts Murnau des Klosters Ettal und bis 1803 Sitz eines Oberen und Unteren Gerichts. Im Jahr 1818 (nach dem Wiener Kongress) entstand im Zuge der Verwaltungsreformen im Königreich Bayern die heutige Gemeinde, die zum Landgericht Schongau gehörte.
1938 wurde die Gemeinde Standort der Gebirgstruppe der Wehrmacht. Vor allem Nachrichten- und Sanitäts-Truppenteile waren in Oberammergau untergebracht.
Im Zweiten Weltkrieg wurde ab Oktober 1943 südöstlich des Orts in der nicht mehr genutzten Conrad-von-Hötzendorf-Kaserne eine große Erprobungs- und Fertigungsanlage für Kampfflugzeuge der Firma Messerschmitt AG („Oberbayerische Forschungsanstalt“) betrieben. Zwangsarbeiter mussten unter Aufsicht von SS-Einheiten Hans Kammlers, der zugleich „Sonderbeauftragter des Reichsführers SS für das A4-Programm“ war, für die Untertage-Verlagerung der deutschen Rüstungsindustrie und als Teil der Alpenfestung unter dem Tarnnamen „Cerusit“ eine unterirdische Fabrik im Berg Laber bauen. Hierfür wurden Stollen und Kavernen aus dem Fels gehauen. Mitte April 1945 evakuierte die SS ca. 450 Mitarbeiter des A4-Programms der Heeresversuchsanstalt Peenemünde aus Bad Sachsa und brachte sie unter strenger Bewachung in Oberammergau unter, darunter Walter Dornberger und Wernher von Braun. Am 29. April 1945 vormittags wurde Oberammergau durch US-Truppen nach kurzem heftigem Widerstand der Gebirgsjäger befreit.

### Einwohnerentwicklung
Zwischen 1988 und 2018 wuchs die Gemeinde von 4980 auf 5474 um 494 Einwohner bzw. um 9,9 %.

## Politik

### Gemeinderat
Der Gemeinderat von Oberammergau setzt sich aus 20 Mitgliedern zusammen, zuzüglich dem Ersten Bürgermeister. Die Kommunalwahl am 15. März 2020 führte zu folgendem Ergebnis:

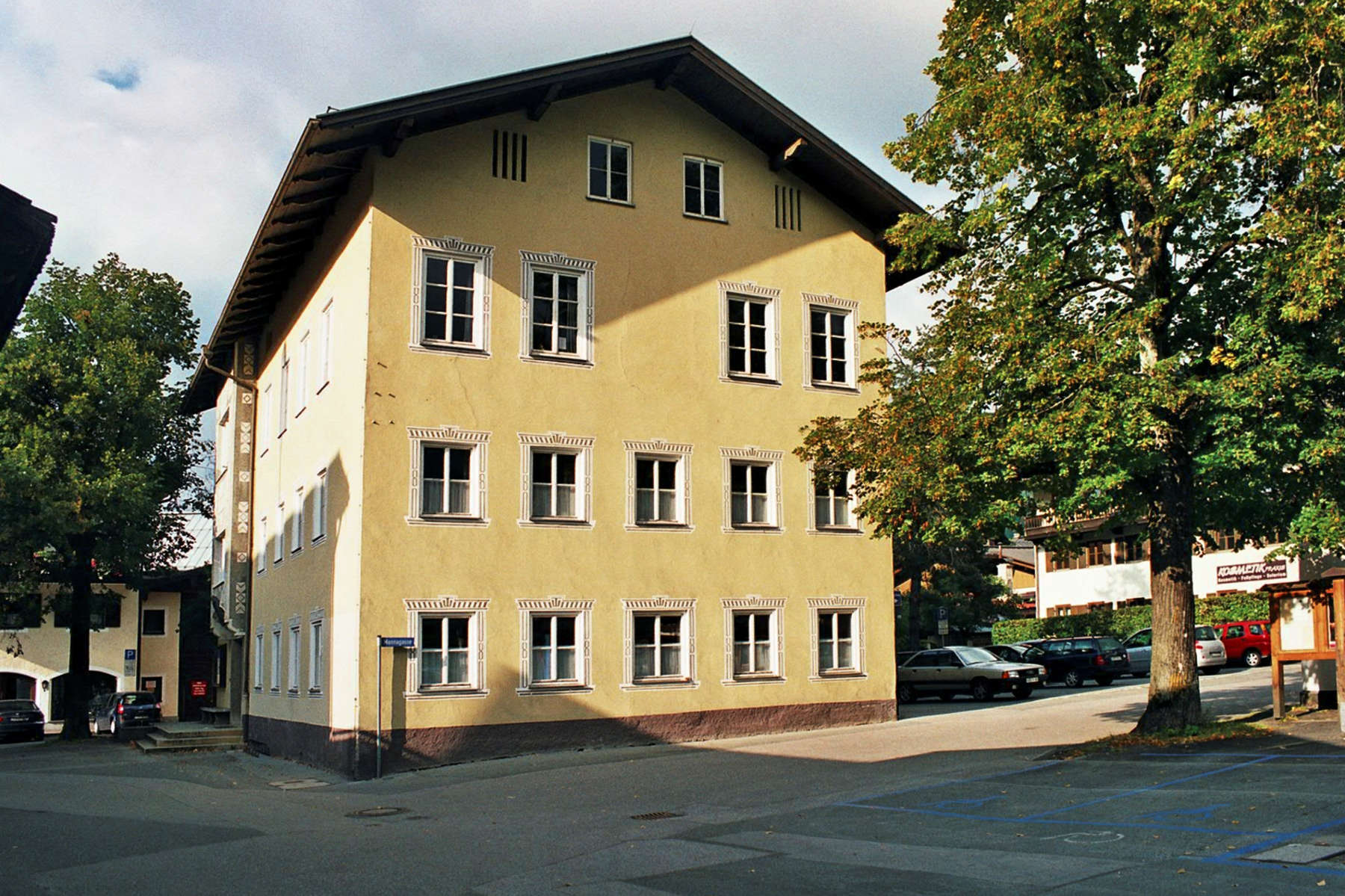
Ehemaliges Rathaus Oberammergau, mittlerweile planiert

| Partei / Liste                      | Stimmenanteil | Sitze | +/− |
| CSU                                 | 23,99 %       | 5     | + 2 |
| Parteilose Wählergemeinschaft (PWG) | 26,51 %       | 5     | ± 0 |
| Mit Augenmaß                        | 21,14 %       | 4     | − 1 |
| Bürgerinitiative Oberammergau (BIO) | 15,87 %       | 3     | ± 0 |
| Bunt in Oberammergau (Bunte Liste)  | 12,48 %       | 3     | + 3 |
| Engagierte Bürger                   | –             | –     | − 2 |
| Die Frauenliste                     | –             | –     | − 2 |
| Gesamt                              | 100 %         | 20    |     |
| Wahlbeteiligung: 65,51 %            |               |       |     |

### Bürgermeister
Erster Bürgermeister der Gemeinde ist Andreas Rödl (CSU). Bei der Bürgermeisterwahl 2020 wurde dieser mit 54,80 % der gültigen Stimmen gewählt. Er tritt die Nachfolge von Arno Nunn an, der nicht mehr kandidierte. Rödls Mitbewerber Ludwig Utschneider (Parteilose Wählergemeinschaft) kam auf 45,20 % der Stimmen.

### Wappen
| Wappen von Oberammergau | Blasonierung: „In Blau ein oben und unten durchgehendes goldenes Passionskreuz mit abhängendem silbernen Tuch, beiderseits eine wachsende silberne Schwurhand.“ |
| Wappen von Oberammergau | Wappenbegründung: Auf den Himmel weist die blaue Feldtingierung und erinnert zusammen mit dem Silber an die bayerischen Landesfarben. Das Kreuz mit dem Tuch steht für die weltberühmten Passionsspiele. Ihr Ursprung fand Eingang in den beiderseitigen zum Schwur erhobenen Händen. Diese symbolisieren das Jahr 1633 mit dem Gelöbnis der Bewohner, alle zehn Jahre die Passion Christi aufzuführen, zu erleben und weiterzugeben. |

### Gemeindepartnerschaft
- Mora (Schweden), seit 26. November 2001

## Kultur und Sehenswürdigkeiten

### Lüftlmalerei
Das Ortsbild von Oberammergau ist besonders geprägt durch die Lüftlmalerei. Damit bezeichnet man in Oberbayern die Kunst, Fassaden farbig zu bemalen. Sie brachte der Oberammergauer Familie Zwinck daheim und über die Grenzen des Ortes hinaus Anerkennung. Wahrscheinlich geht der Ausdruck auf die umgangssprachliche Bezeichnung „beim Lüftl“ zurück. So wurde das Heimathaus des bekannten Oberammergauer Fassadenmalers Franz Seraph Zwinck genannt.:120
Auf den bemalten Fassaden der Häuser wurden unter den zahlreichen christlichen Motiven besonders häufig Szenen aus der Passion Christi dargestellt.

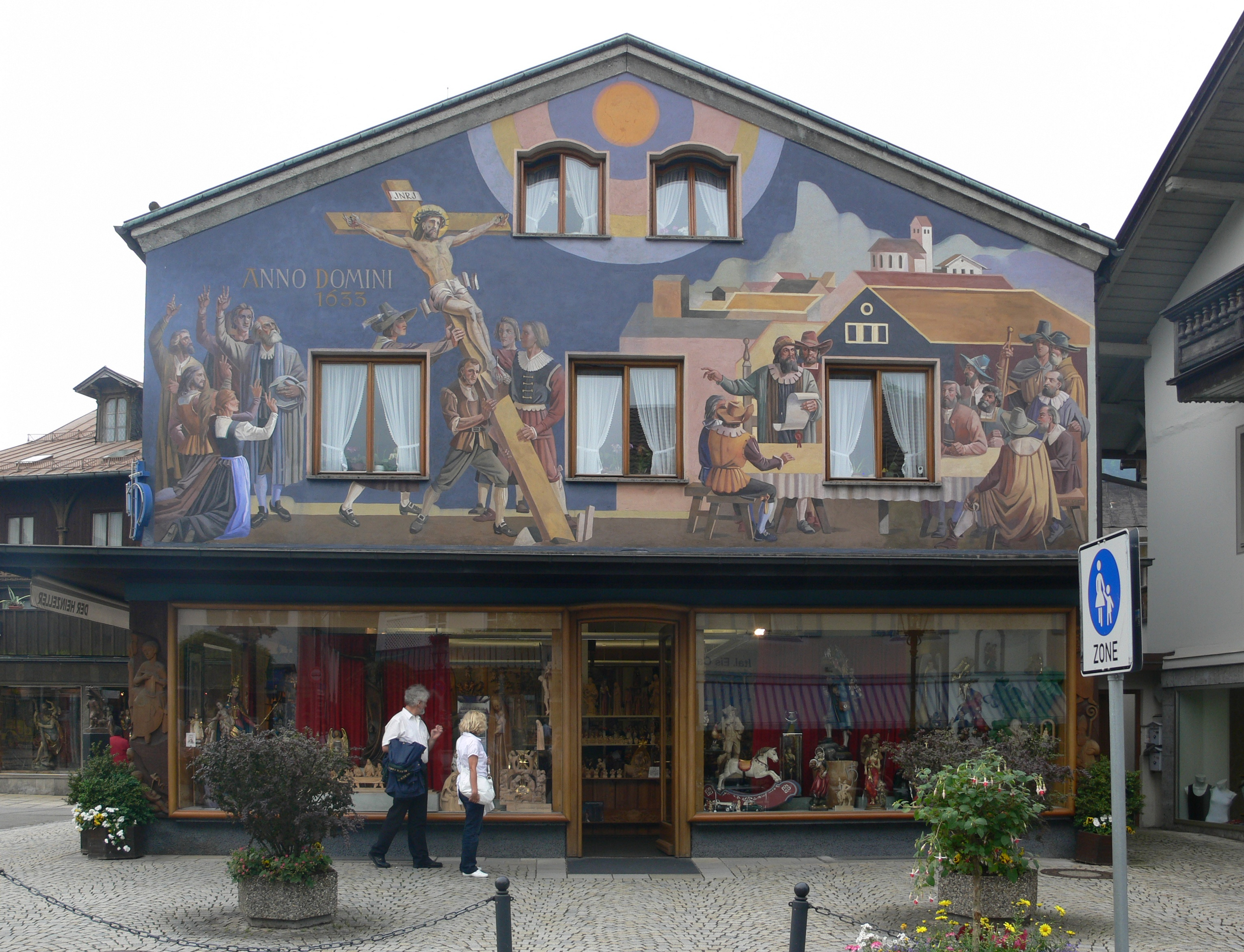
Gelöbnis zum Passionsspiel
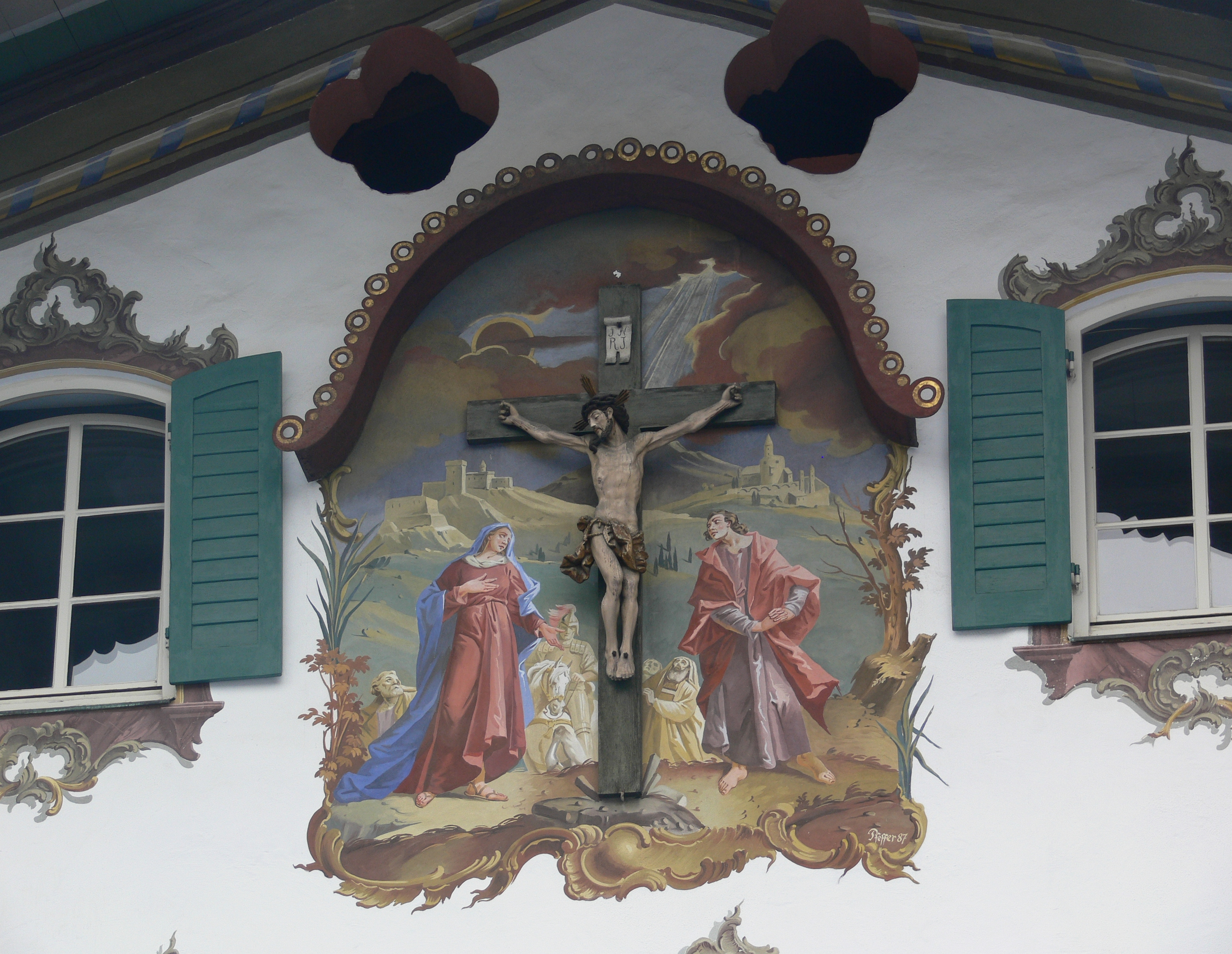
Kreuzigung
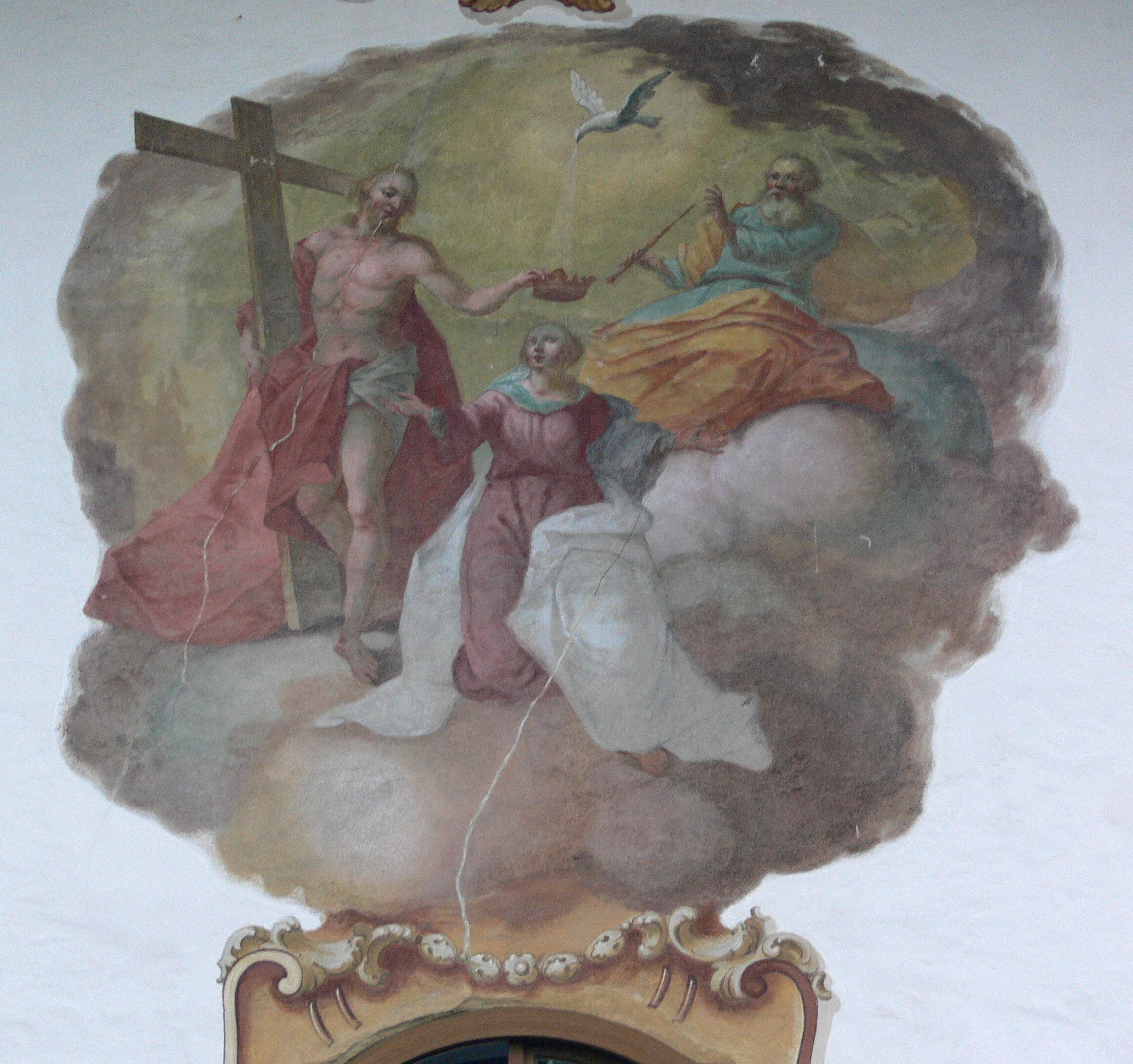
Krönung Mariens
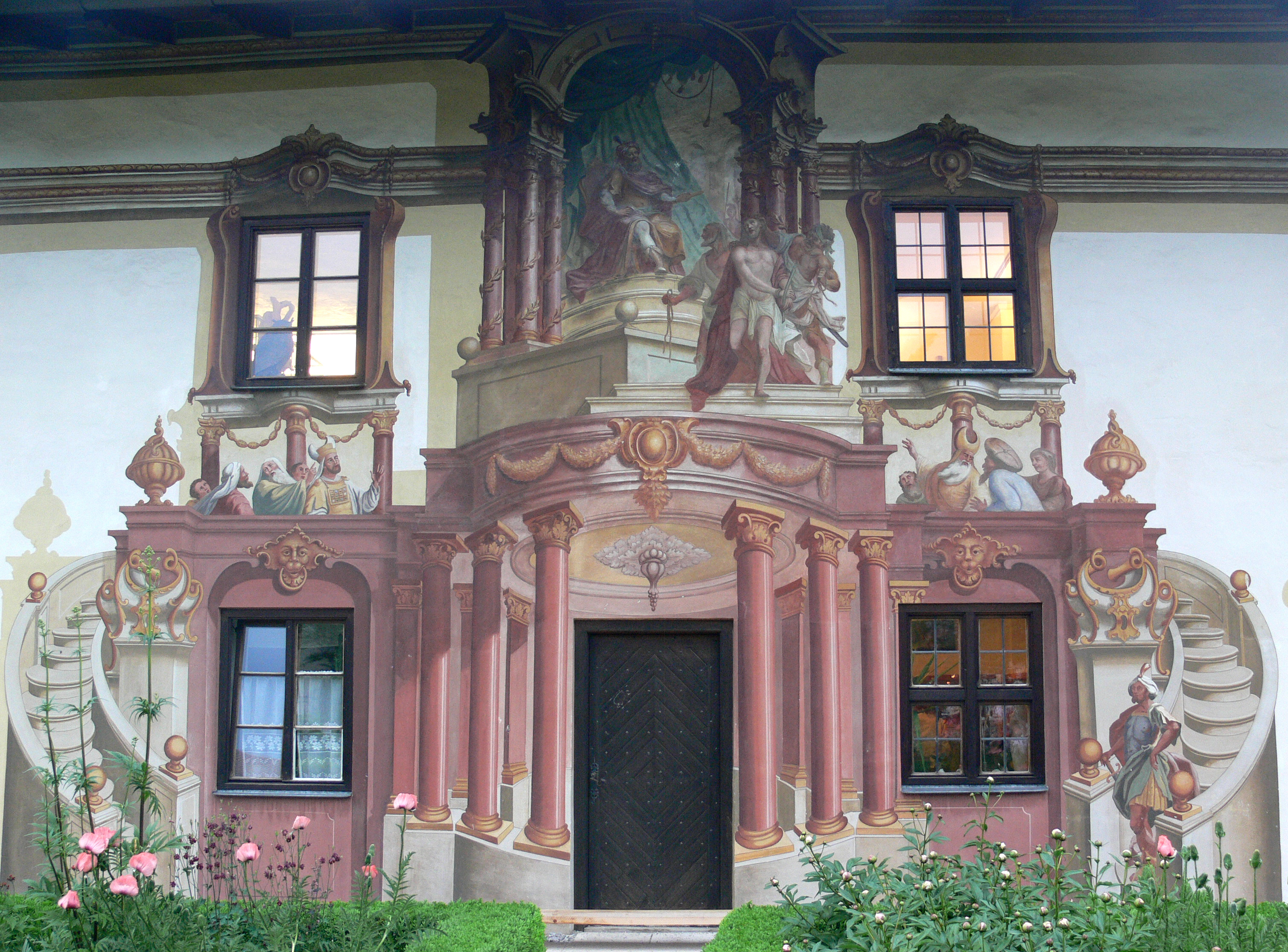
Gartenfassade des Pilatushauses
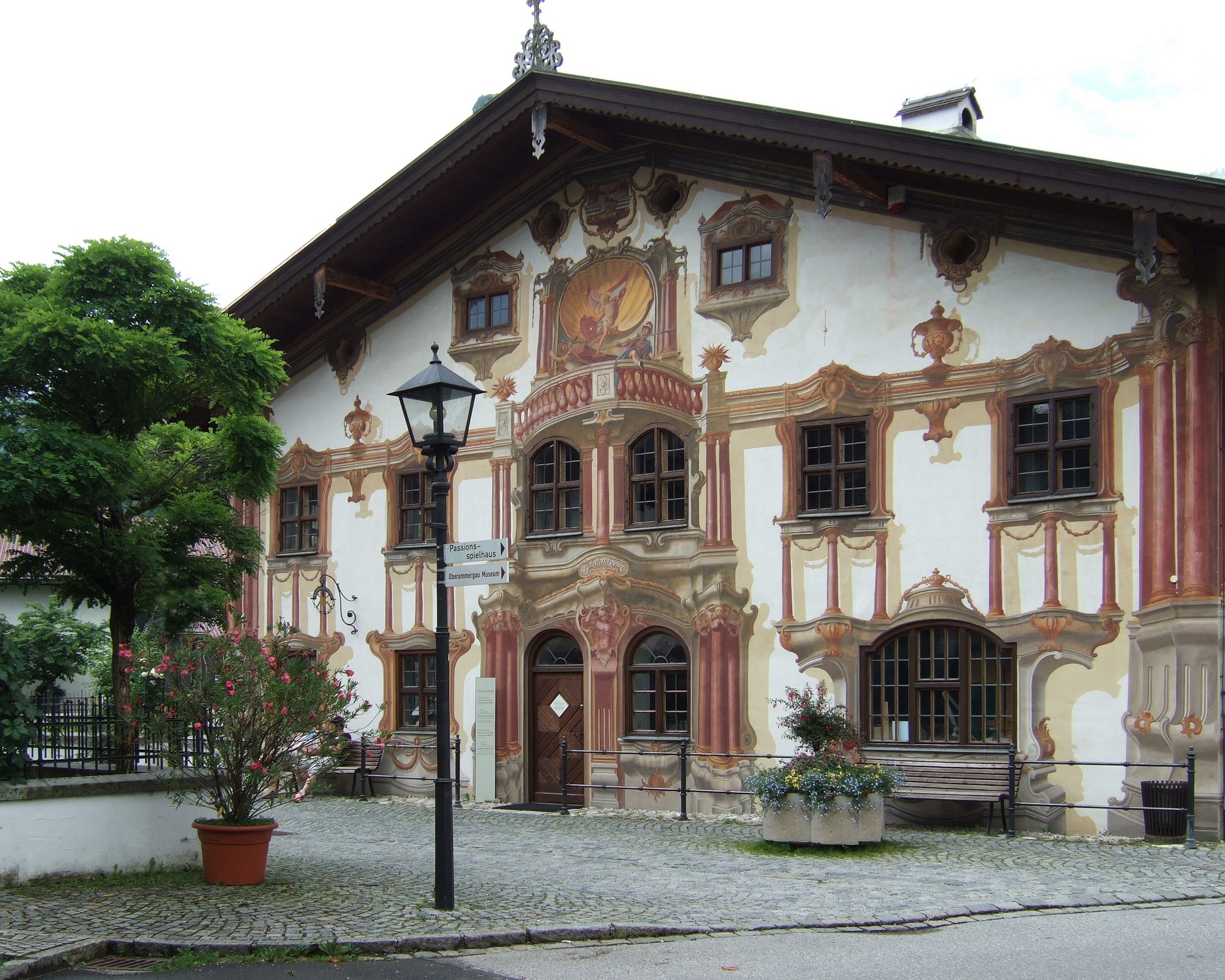
Pilatushaus mit Fassadenmalereien von Franz Seraph Zwinck
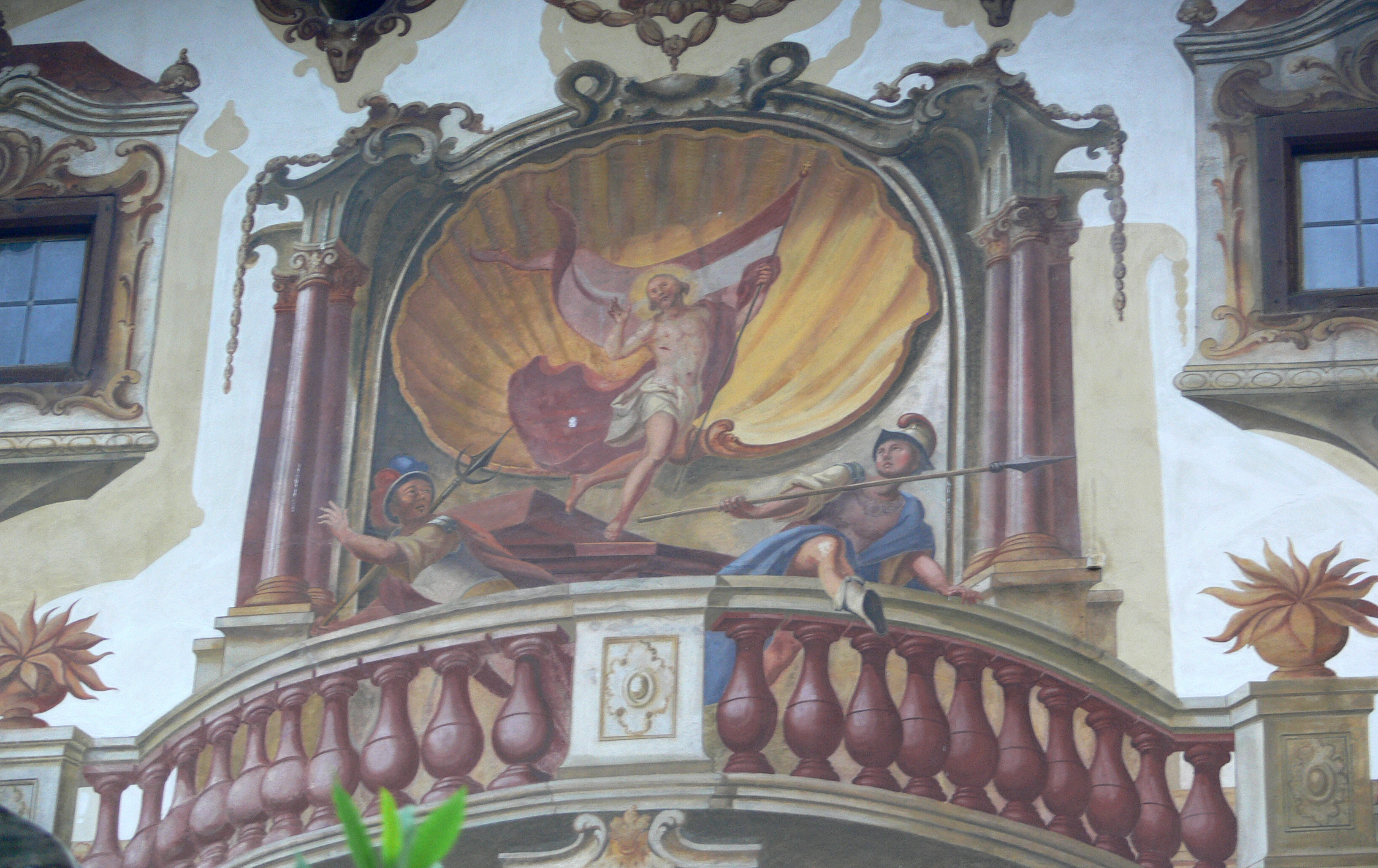
Straßenfassade des Pilatushauses

Neben den christlichen Motiven erzählen viele Szenen der Lüftlmalerei auf den Hausfassaden vom Alltagsleben der Menschen oder haben andere Themen.

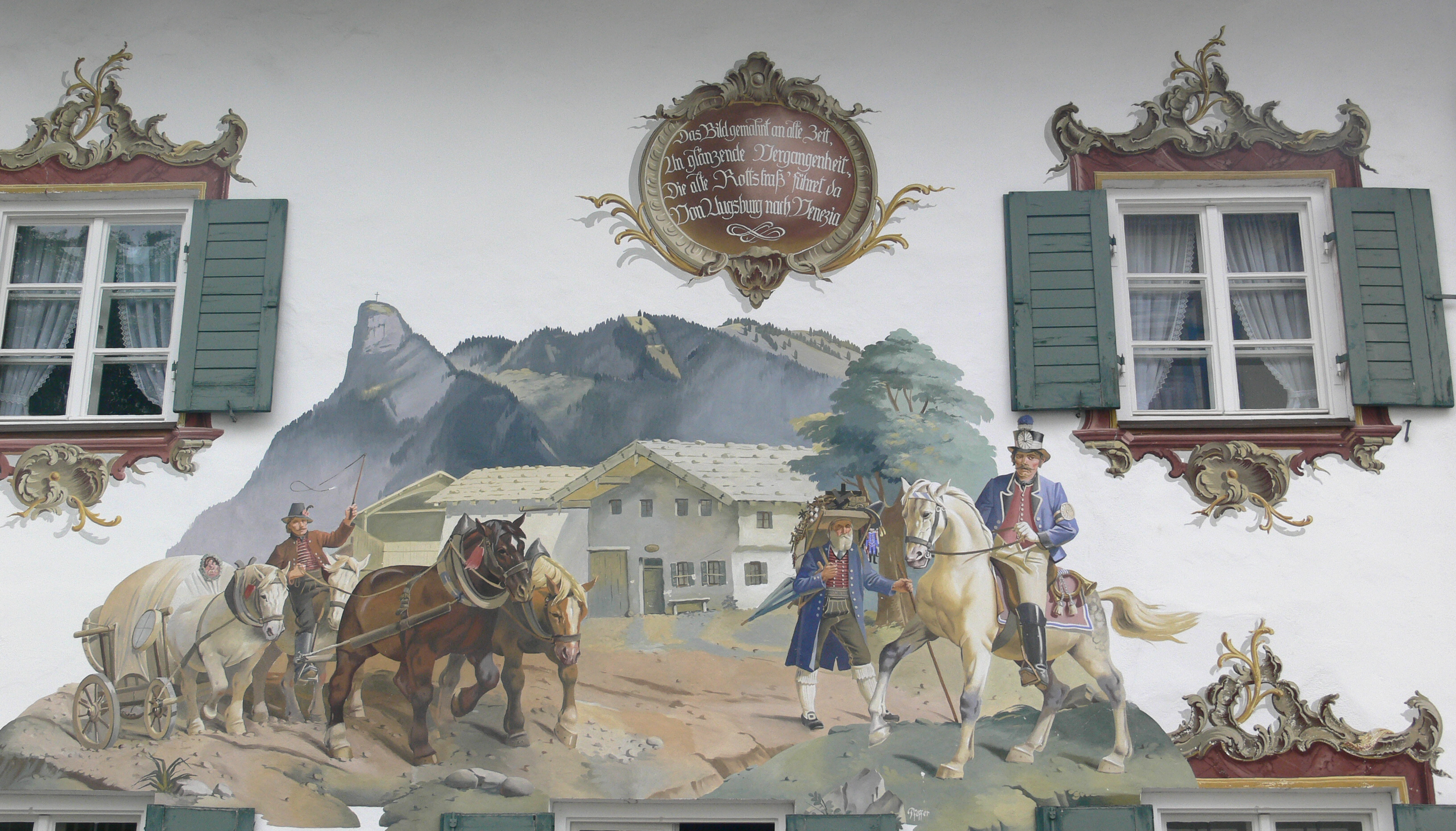
Straßenszene
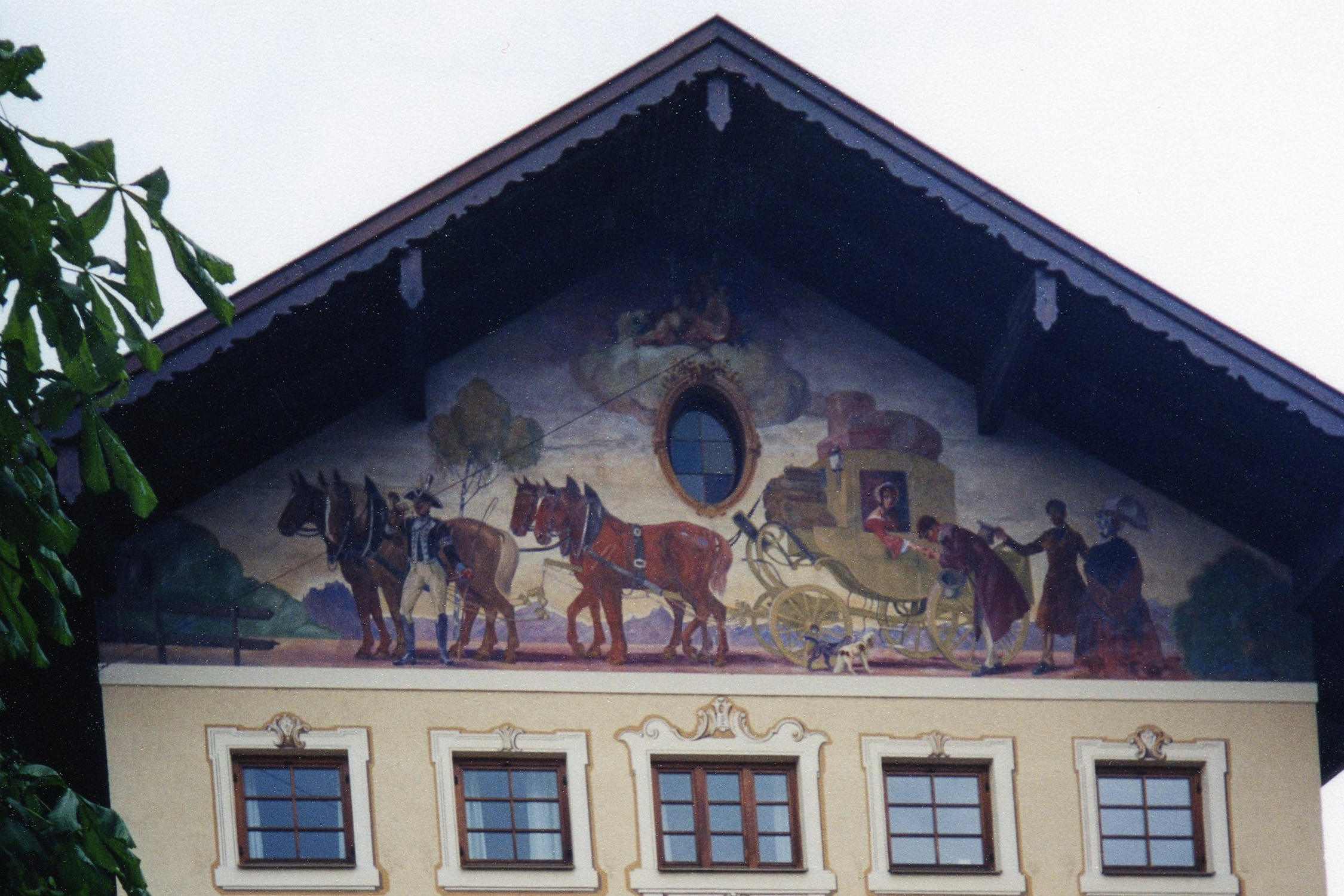
Anreisen von Gästen
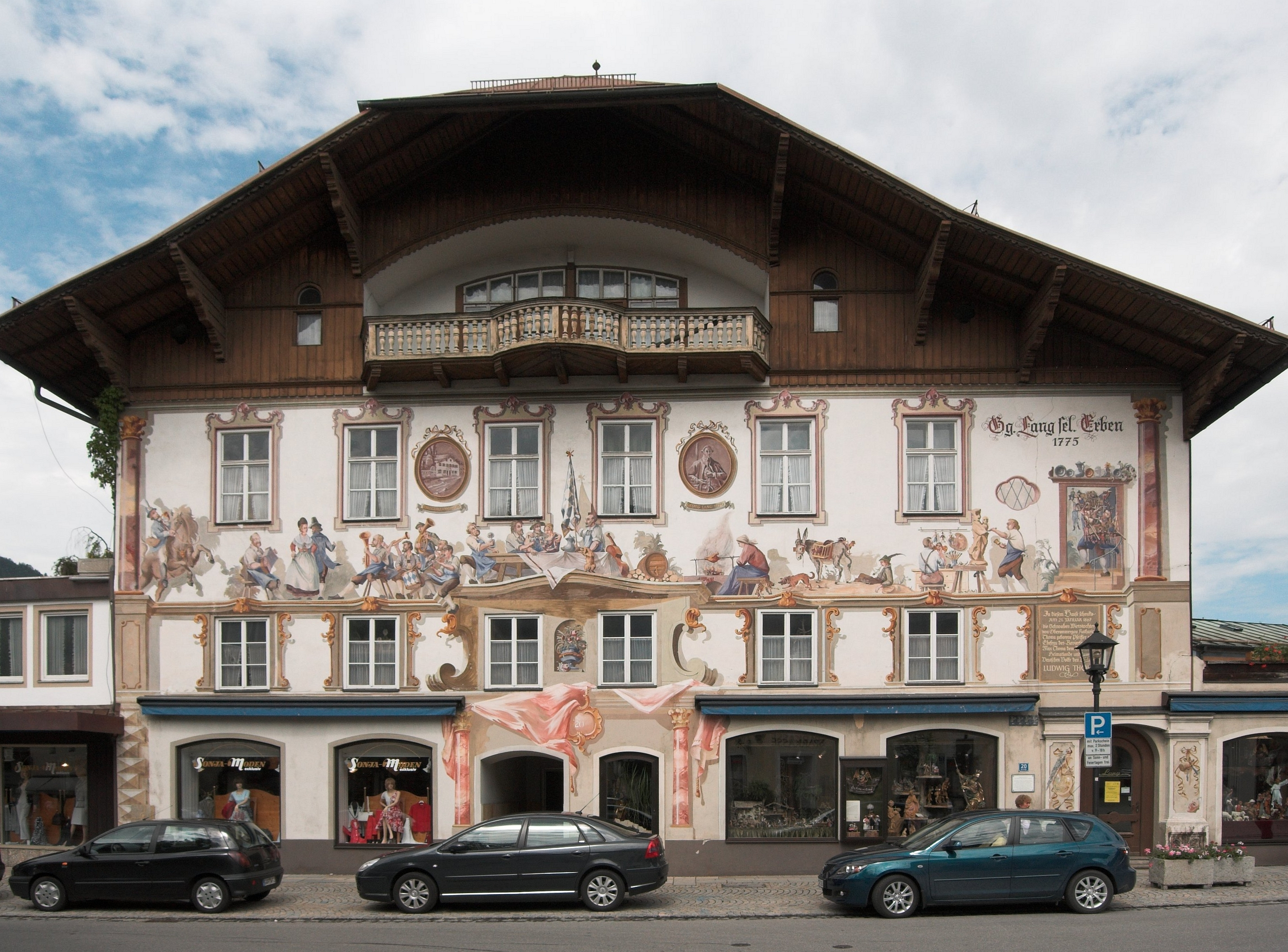
Geburtshaus von Ludwig Thoma
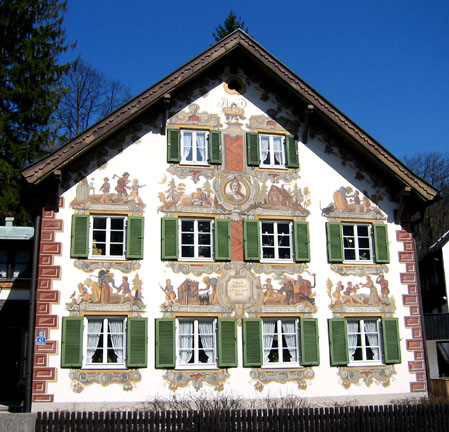
Märchen Teil 1
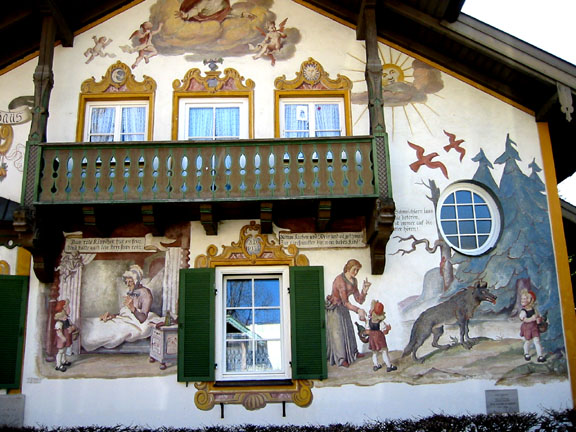
Märchen Teil 2
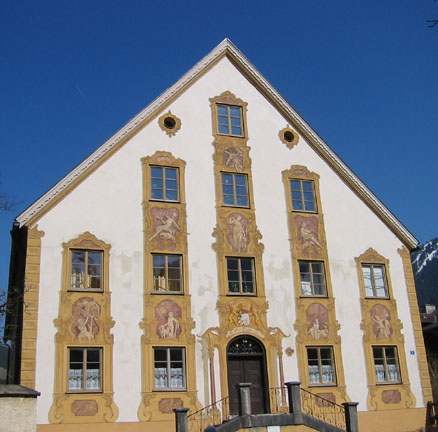
Satteldachbau mit Fresken von Franz Seraph Zwinck und Jagdszenen von Hartmann

### Theater und Museen
- Passionstheater (⊙)
- Oberammergau Museum (⊙)
- Pilatushaus (⊙)

### Bauwerke

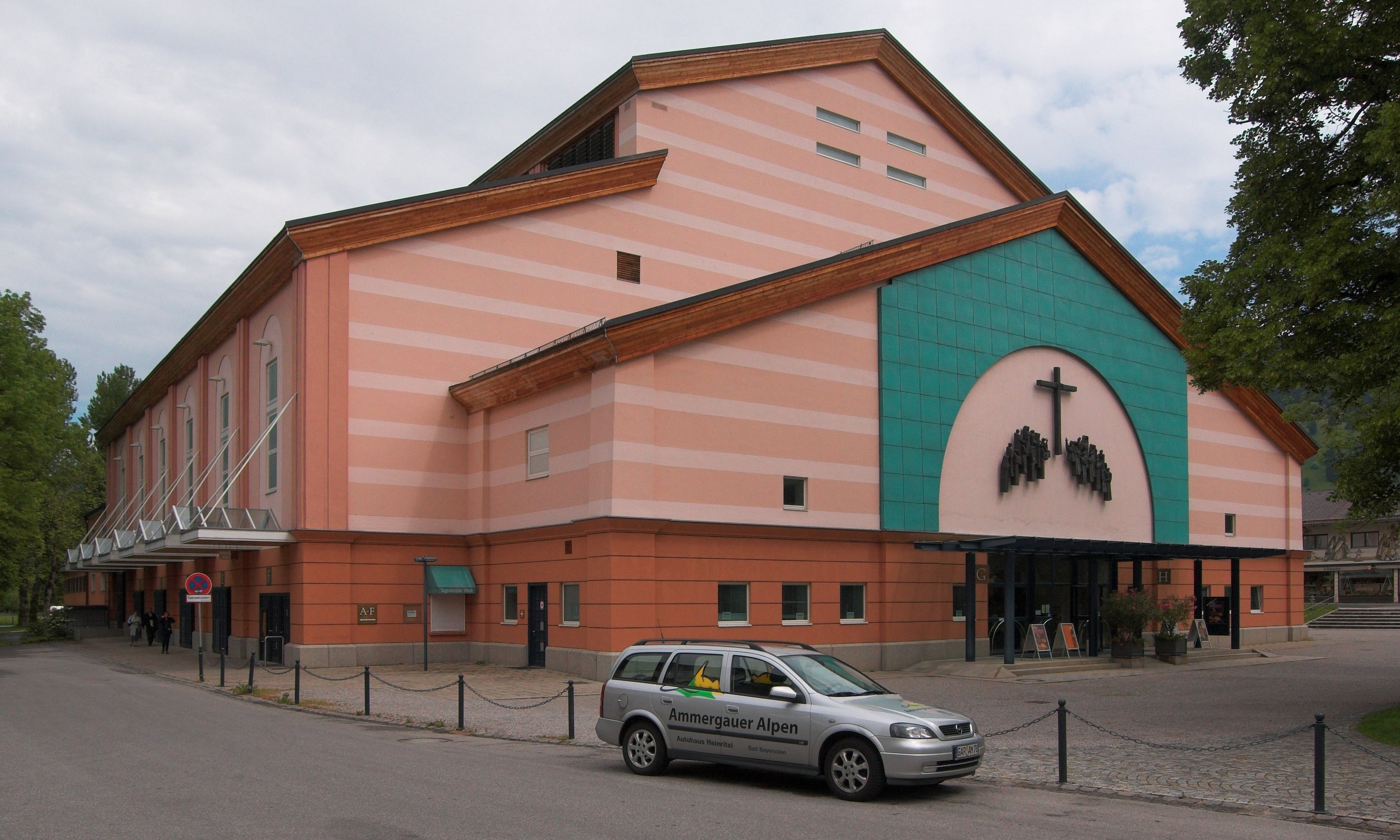
Passionstheater
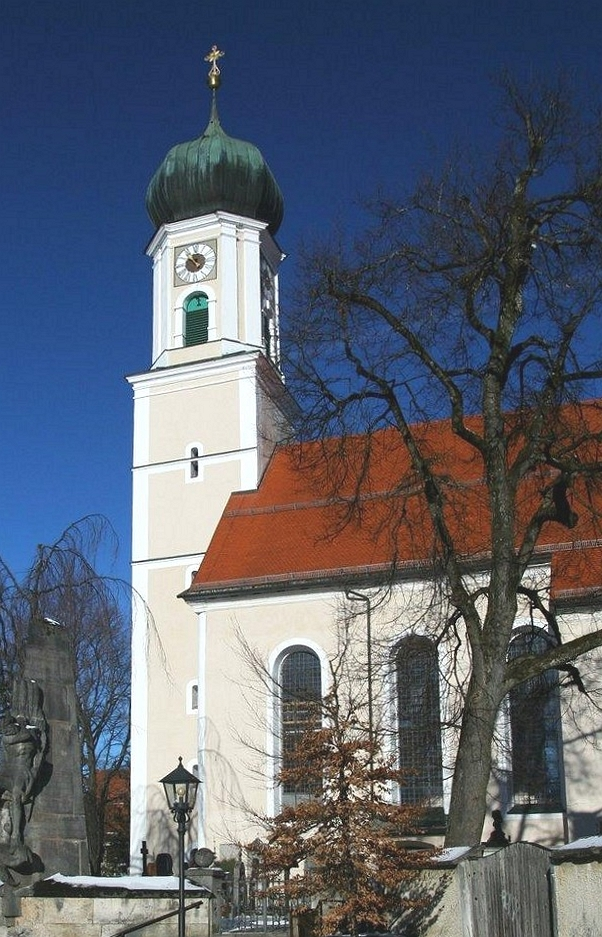
Pfarrkirche St. Peter und Paul
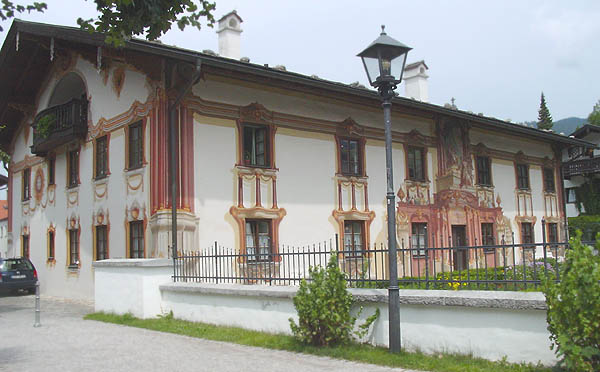
Pilatushaus
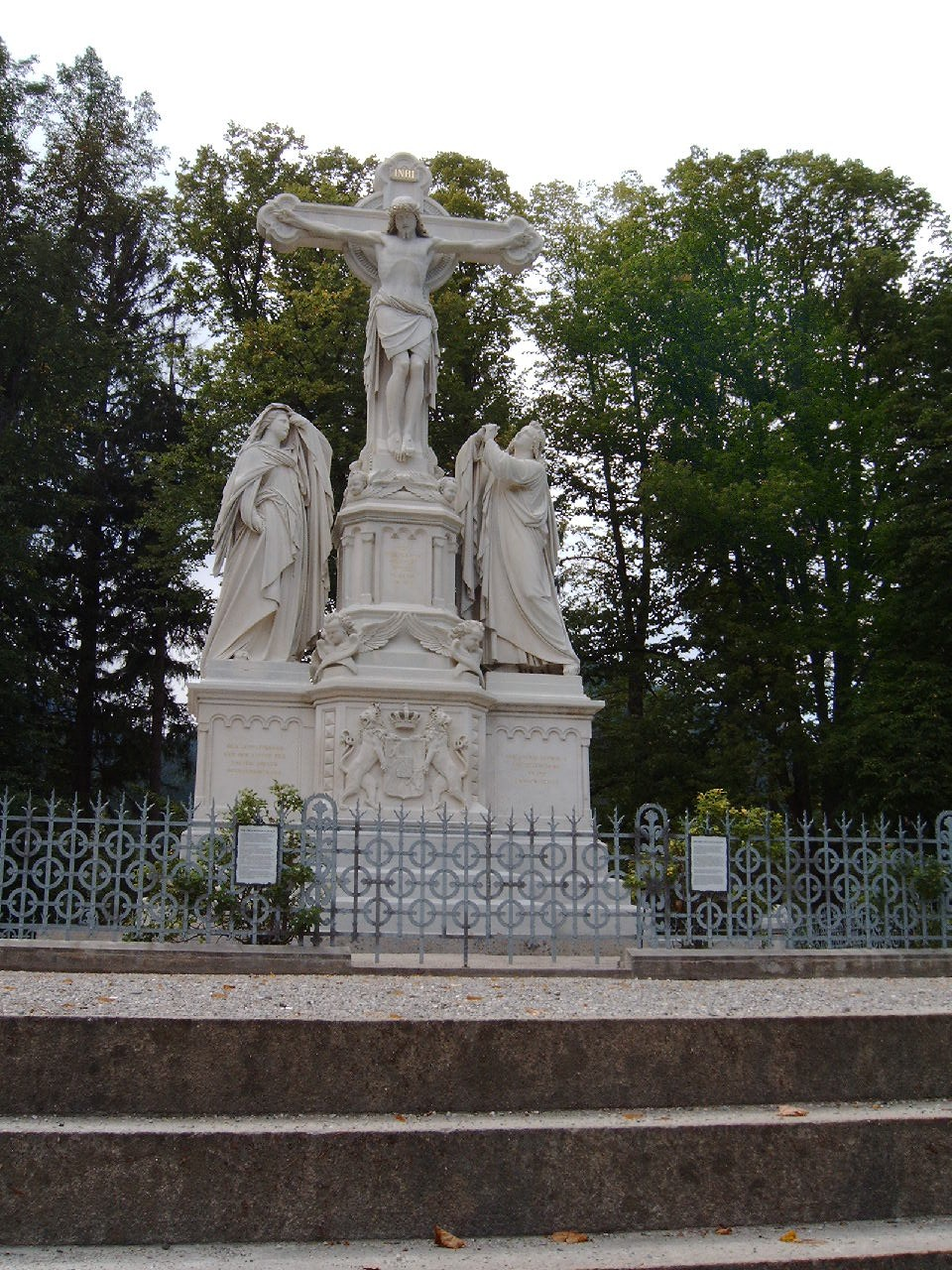
Kreuzigungsgruppe unterhalb des Kofel
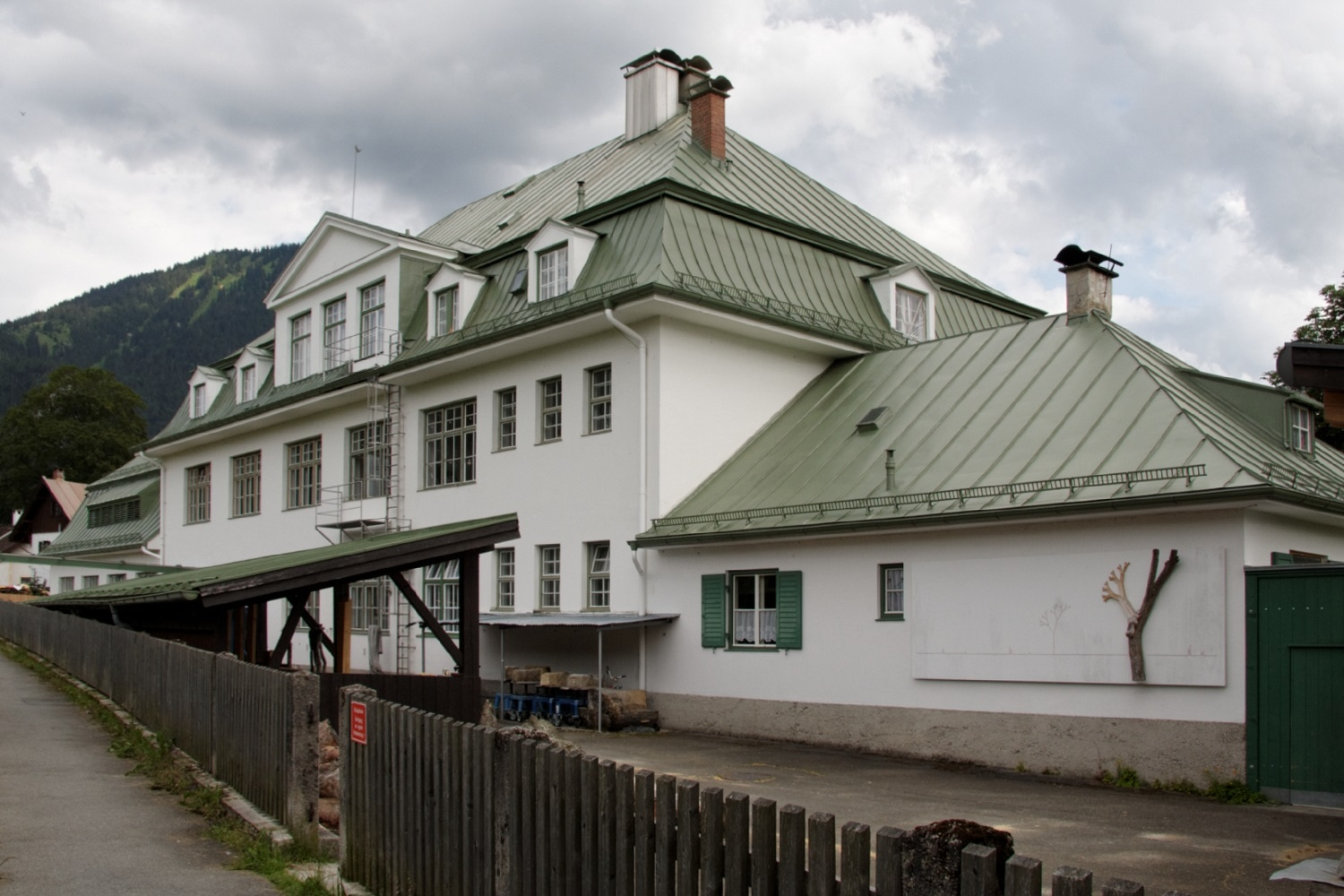
Holzschnitzschule

#### Pfarrkirche St. Peter und Paul

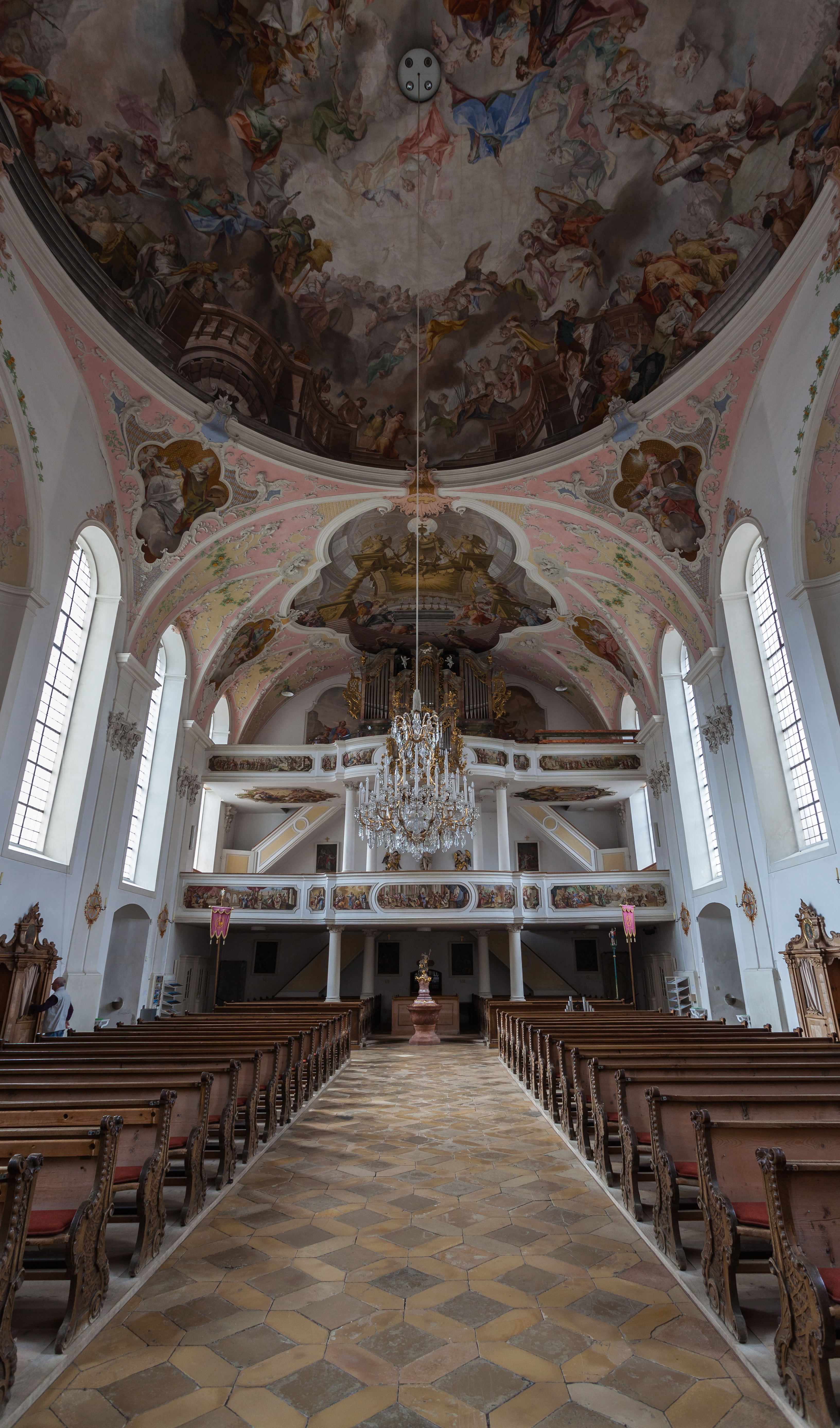
Inneres der Pfarrkirche

Die katholische Pfarrkirche von Oberammergau ist ein bedeutendes Beispiel des süddeutschen Barock.

#### Kreuzigungsgruppe
Beim Besuch des Oberammergauer Passionsspiels am 25. September 1871 war König Ludwig II. so beeindruckt, dass er der Gemeinde eine steinerne Kreuzigungsgruppe stiftete. Am 15. Oktober 1875 wurde nach zweijähriger Gestaltungszeit durch Bildhauer Johann von Halbig das Denkmal von Erzbischof von Scherr geweiht. Es kostete 400.000 Gulden.
Das damals größte Steindenkmal der Welt hat eine Höhe von zwölf Metern, wiegt 1120 Zentner und besteht aus Kelheimer Marmor.
Der König hielt an diesem Ort mehrere Jahre lang jeweils am Weihetag stille Andacht, bis das öffentliche Interesse dies unmöglich machte.

### Zeitgenössische Kunst

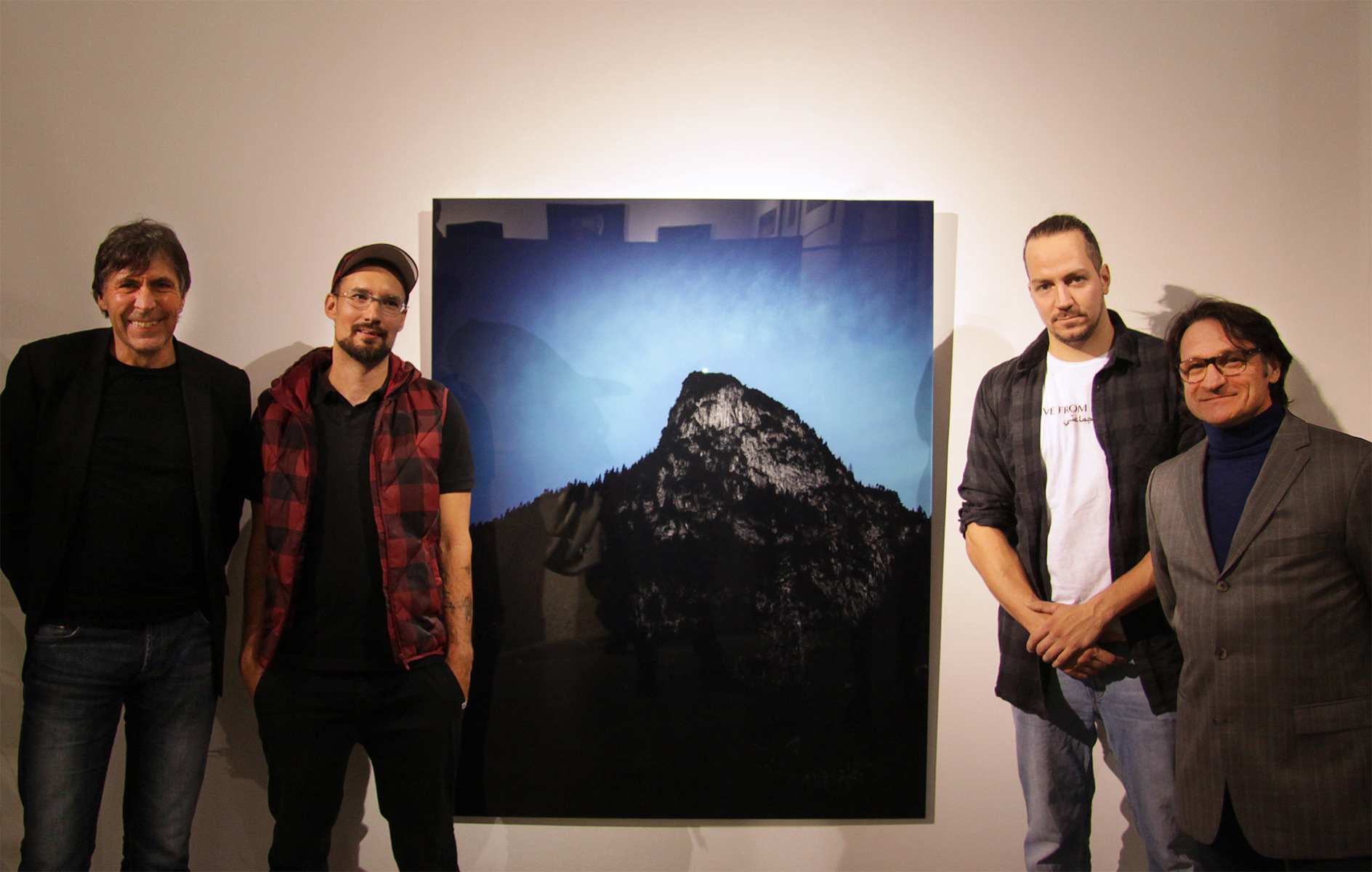
Ausstellung „Made in Oberammergau“ vor der Arbeit „Kofel X“ (v.l.) der Erste Bürgermeister Oberammergau Arno Nunn und die Künstler Sebastian Hertrich, Sebastian Wanke und Wolfgang van Elst.

2015 installierten die beiden Künstler Sebastian Hertrich und Sebastian Wanke eine Lichtinstallation auf dem Gipfel des Oberammergauer Hausberges, dem Kofel. Die Ergebnisse wurden 2016 unter anderem in der Ausstellung „Made in Oberammergau“ in dem Pavillon der Staatlichen Fachschule für Holzbildhauerei in Oberammergau präsentiert.

### Regelmäßige Veranstaltungen

#### Passionsspiel
Im Pestjahr 1633 hatten die Einwohner von Oberammergau gelobt, regelmäßig ein Passionsspiel aufzuführen. Heute finden die Oberammergauer Passionsspiele unter breiter Mitwirkung der Ortsbevölkerung alle zehn Jahre statt. Im Jahr 2000 besuchten rund 500.000 Besucher aus aller Welt das wohl bekannteste Passionsspiel der Welt im Oberammergauer Passionstheater. Im Jahr 2010 führten die Einwohner der Gemeinde Oberammergau das Spiel zum 41. Mal auf, es besuchten insgesamt mehr als 515.000 Zuschauern die 109 Vorstellungen.

#### Sonstige
- Jedes Jahr am 1. Februarwochenende findet der traditionsreiche König-Ludwig-Langlauf statt, bei dem mehrere tausend Teilnehmer in der freien (Samstag) und der klassischen Technik (Sonntag) an den Start gehen. Der König-Ludwig-Lauf ist der größte Skimarathon in Deutschland.
- Jedes Jahr findet am 24. August das traditionsreiche König-Ludwig-Feuer statt.
- Zapfenstreich der Musikkapelle Oberammergau (Abend vor Fronleichnam)
- Fronleichnamsprozession
- Jahreskonzert des Musikvereins (jedes Jahr am 30. April)
- Kathreintanz (November)
- Opern und Schauspiele im Passionstheater

## Wirtschaft und Infrastruktur

### Holzschnitzerei
Die Kunst des Holzschnitzens reicht bis ins Mittelalter zurück. Im Jahre 1111 wird von Rottenbucher Mönchen berichtet, die Dinge für den Hausrat schnitzten. Das Schnitzen religiöser Motive wurde wahrscheinlich vom nahegelegenen Kloster Ettal beeinflusst.
Im 16. Jahrhundert berichten die Quellen zum ersten Mal von mehreren Einwohnern Oberammergaus, die mit den Erzeugnissen ihrer Schnitzkunst handeln. Durch den Abt von Kloster Ettal erhielten die Schnitzhandwerker 1563 eine eigene Handwerksordnung. Die Waren wurden stets direkt vor Ort verkauft. Im folgenden Jahrhundert tauchen mehrere Namen von Oberammergauer Bürgern im Zusammenhang mit ihrer Schnitzkunst auf: „Dies sind vor allem die Kriegls, die Ruetz, die Auers, die Glöggls, die Familien Ederle, Rainer, Ray und Zwink.“
Der Handel mit den Erzeugnissen der Schnitzerei erlebte einen Höhepunkt, als zahlreiche Niederlassungen in Deutschland und über Europa verstreut im 18. Jahrhundert entstanden, z. B. in St. Petersburg, Kopenhagen, Trondheim, Göteborg, Cádiz, Bremen, Groningen und Amsterdam. Von dort aus wurden die Waren durch Hausieren der Kraxenträger an den Mann gebracht.
Damit der Nachwuchs für dieses einträgliche Handwerk gesichert wurde, begann Ludwig Lang Kinder des Ortes darin zu unterrichten. 1890 fand die Schnitzschule ein neues Quartier in der Ettaler Straße. Ab 1908 war es möglich, hier eine Gesellenprüfung abzulegen. 1909 zogen 100 Schüler in das neu errichtete Gebäude der Schnitzschule ein. Es wurde vom Münchner Architekten Franz Zell entworfen. 2013 wurde die Schule durch die Münchener Architekten ABP Architekten Burian + Pfeiffer um einen Ausstellungsraum in Holzbauweise erweitert. In der heutigen Schnitzschule Oberammergau, einer staatlichen Berufsfachschule für Holzbildhauer, kann in dreijähriger Ausbildung der Gesellenbrief erworben werden.

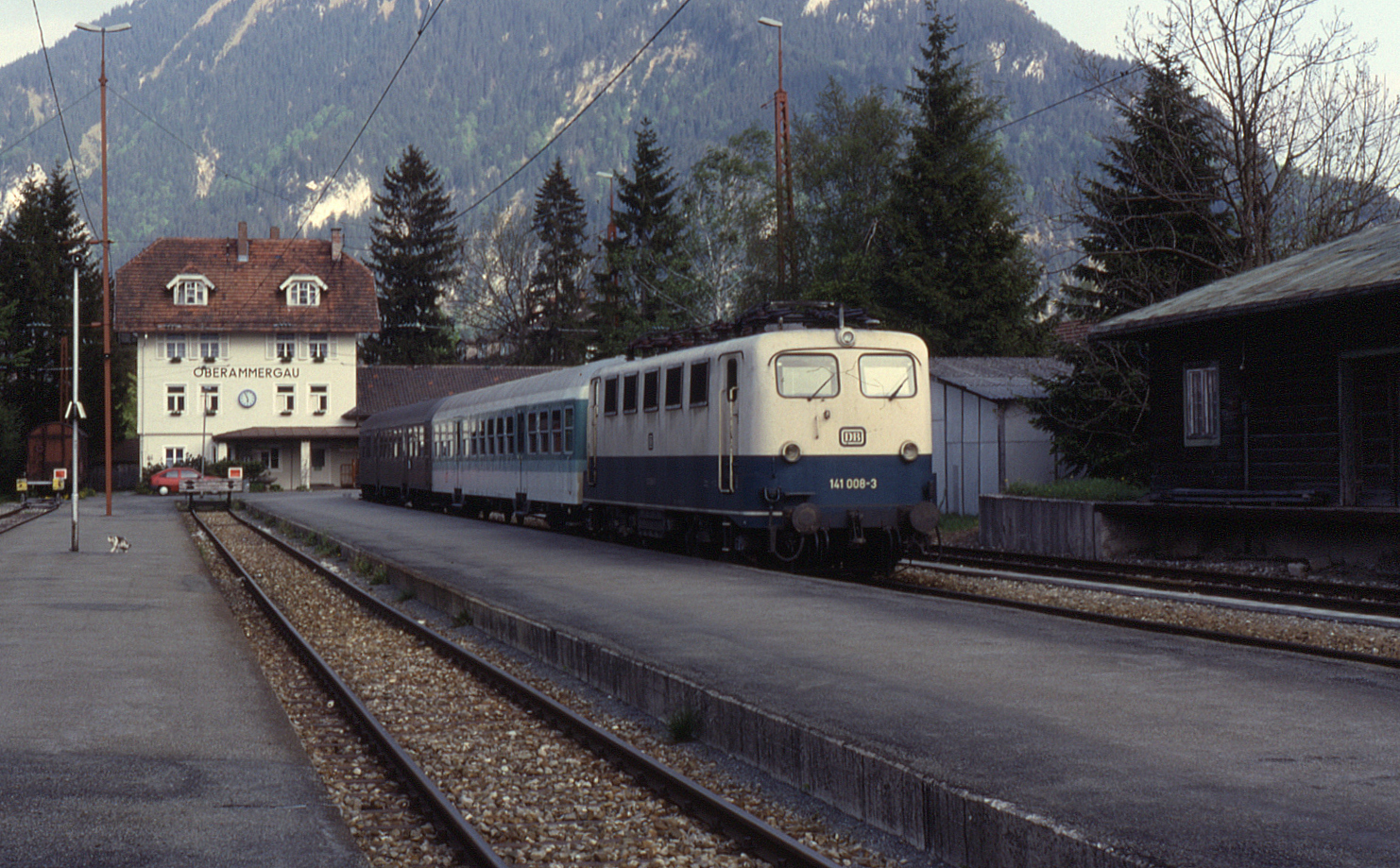
Bahnhof Oberammergau (2014)

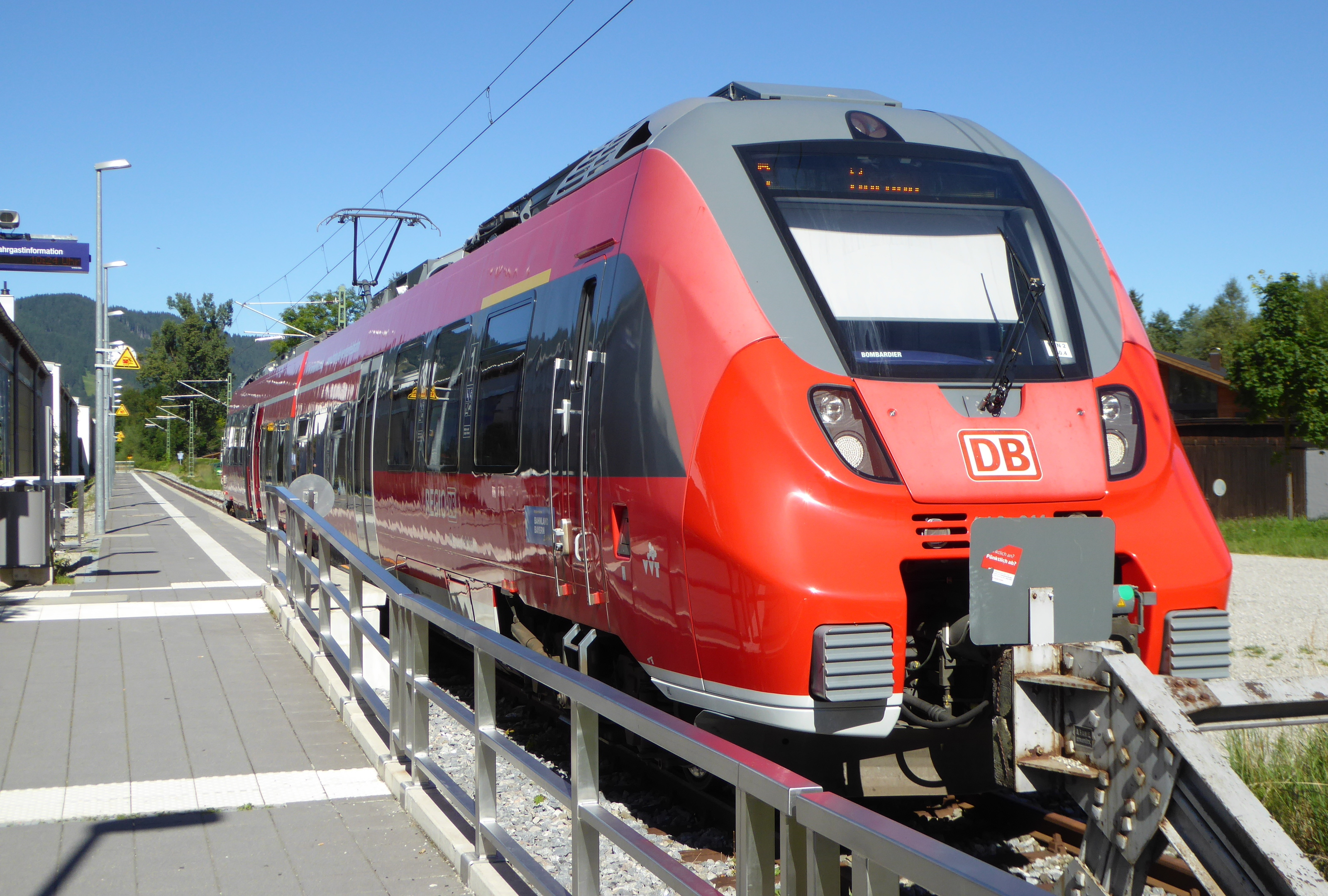
Haltepunkt Oberammergau (2016)

### Verkehr
Oberammergau ist über die stündlich verkehrende Ammergaubahn, die in Murnau von der Bahnstrecke München–Garmisch-Partenkirchen abzweigt und in Oberammergau ihren Endpunkt hat, zu erreichen. Die Strecke wurde zwar saniert aber gleichzeitig, wurden alle Begegnungsgleise an den Bahnhöfen zwischen Murau und Oberammergau bis auf das in Bad Kohlgrub abgebaut.
Auf der Straße ist Oberammergau über die Bundesstraße 23 (Deutsche Alpenstraße) zu erreichen. Zwischen Oberammergau und Ettal beginnt eine Straße (in Deutschland: Staatsstraße 2060; in Österreich: Tiroler Landesstraße 255), die vorbei am Schloss Linderhof über den Ammersattel zum Tiroler Plansee und nach Reutte führt.
Die kleine Kabinenseilbahn Laber-Bergbahn führt vom Ort auf den Laber. Die Kolbensesselbahn, eine Doppelsesselbahn, führt von der Talstation am westlichen Ortsrand zur Bergstation am Kolbensattel (1270 m ü. NN), wo sich die Kolbensattelhütte befindet. Nördlich und südlich davon gibt es mehrere T-Lifte.

### Bildung und Forschung
- Oberammergau ist Standort des Bildungszentrums der Bundeswehr – Lehrbereich Oberammergau (ehemals Bundeswehrverwaltungsschule IV). Dort werden Verwaltungsbeamte des Mittleren Dienstes und Verwaltungsfachangestellte ausgebildet. Daneben werden zahlreiche Fort- und Weiterbildungsmaßnahmen für die Mitarbeiter der Bundeswehrverwaltung durchgeführt.
- Auf dem Gelände der 1935 errichteten Conrad-von-Hötzendorf-Kaserne im Gemeindeteil St. Gregor am Fuße des Laberbergs befindet sich die NATO-Schule als primäre Schulungs- und Ausbildungszentrum der NATO auf operativer Ebene. Dort werden verschiedene Kurse zu Themen der Politik und Strategie für die NATO-Mitglieder sowie verschiedene NATO-Partner angeboten. Jährlich besuchen mehr als 10.000 Lehrgangsteilnehmer aus 60 Staaten die NATO-Schule.

### Tourismus
Die Gemeinde ist staatlich anerkannter Luftkurort.
Der Tourismus ist ganzjährig ein bedeutender Wirtschaftsfaktor. Die Gemeinde gehört zur Tourismusregion Ammergauer Alpen. Touristisch vertreten wird die Region durch die Ammergauer Alpen GmbH. Zur Naturparkregion Ammergauer Alpen gehören neben Oberammergau die Orte Unterammergau, Bad Bayersoien, Bad Kohlgrub, Ettal/Graswang/Linderhof und Saulgrub/Altenau/Wurmansau.
Im Jahr 2018 hat Oberammergau ca. 364.000 Übernachtungen und knapp 93.000 Ankünfte generiert.

## Persönlichkeiten

### Söhne und Töchter der Gemeinde

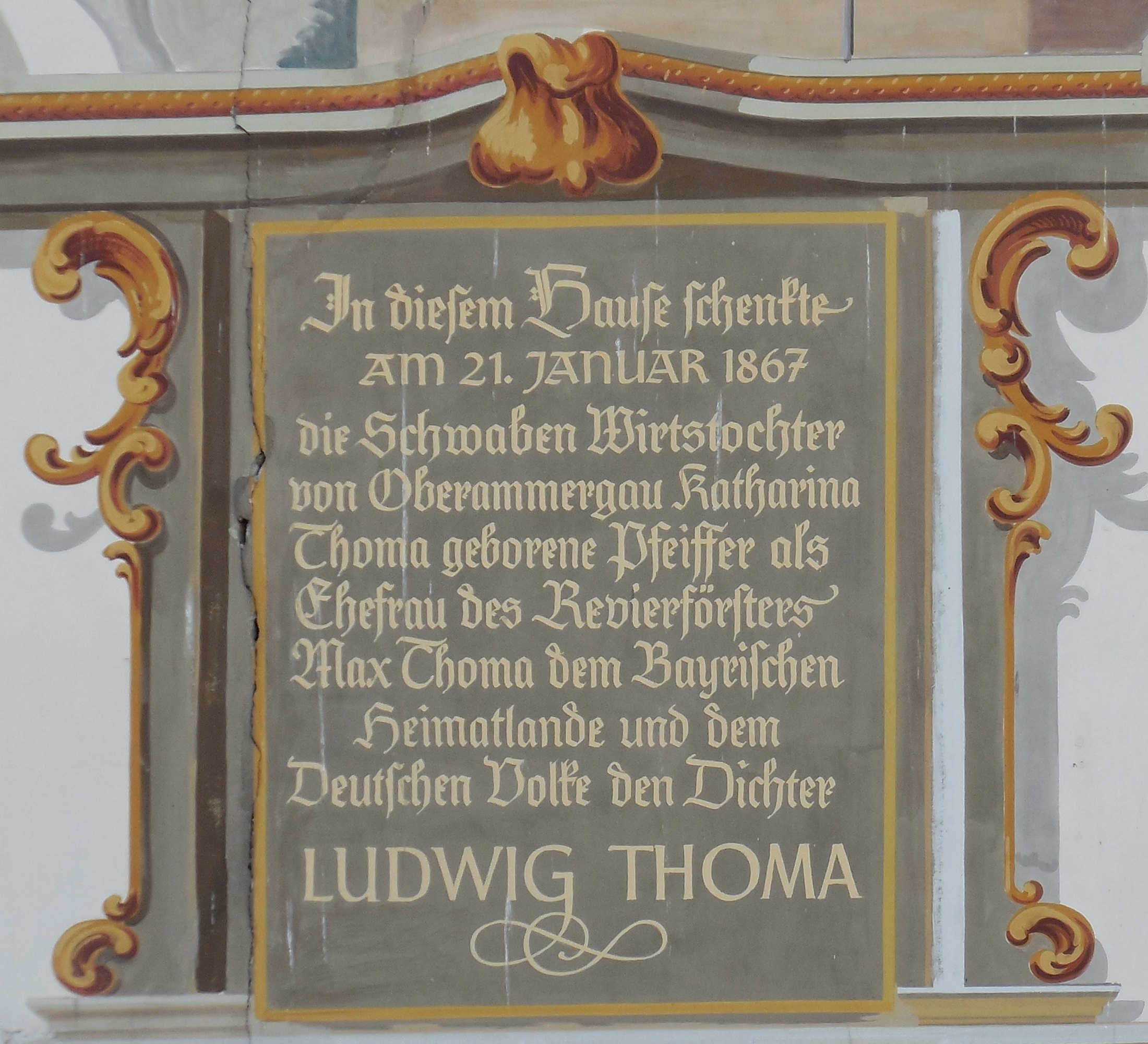
Lüftlmalerei am Geburtshaus von Ludwig Thoma

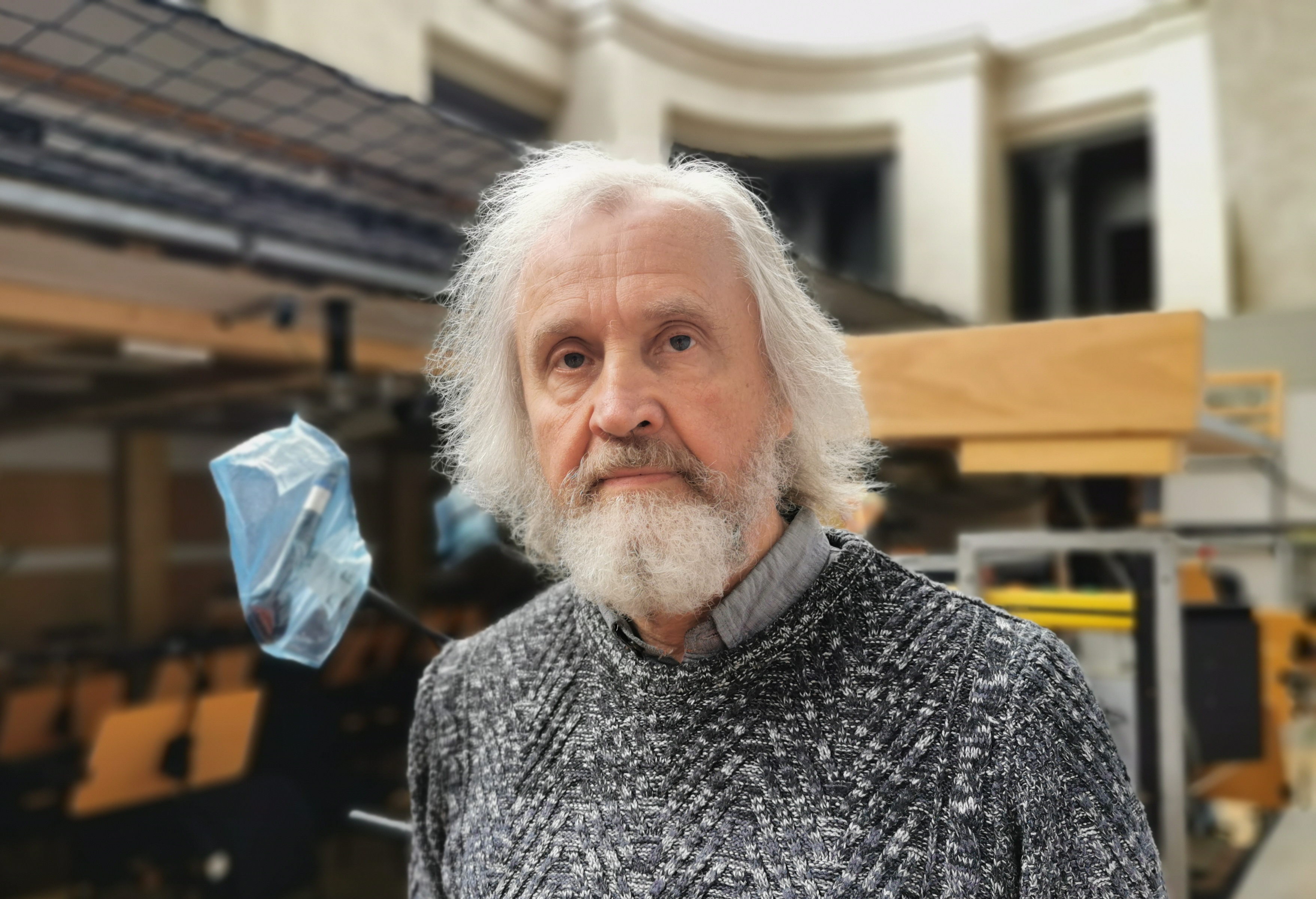
Markus Zwink, Musikalischer Leiter der Oberammergauer Passionsspiele im Orchestergraben des Passionstheaters, Ehrenbürger

- Rochus Dedler (1779–1822), Komponist
- Otto Lang (1855–1929), Bildhauer
- Auguste Meyer (1861–1929), Opernsängerin und Gesangslehrerin
- Ludwig Thoma (1867–1921), Schriftsteller
- Lorenz Fränzl (1879–1951), Fotograf und Verleger
- Raimund Lang (1895–1976), Politiker der Bayernpartei
- Martha Krause-Lang (1912–2016), Wegbereiterin der Sozialen Arbeit in Deutschland und Hochschullehrerin
- Ernst Maria Lang (1916–2014), Architekt in München und Karikaturist der Süddeutschen Zeitung von 1947 bis 2003
- Wolfgang Knigge (1920–2012), Forstwissenschaftler, Holzwissenschaftler und Hochschullehrer
- Max Streibl (1932–1998), Politiker (CSU), 1988 bis 1993 Bayerischer Ministerpräsident
- Melchior Schedler (* 1936), Hörspielautor, Theaterschriftsteller und Maler
- Nikolaus Lang (1941–2022), Künstler, Professor an der Akademie der Künste in München von 2000 bis 2005
- Elisabeth Endres (1942–2011), Malerin
- Michaela Geiger (1943–1998), Politikerin (CSU), MdB und Vizepräsidentin des Deutschen Bundestages
- Michael J. Lentze (* 1945), Pädiater und ehemaliger Hochschullehrer
- Gregor Betz (* 1948), Schwimmer und Olympiateilnehmer
- Uta Schedler (* 1956), Kunsthistorikerin
- Tomas Erhart (* 1959), Kameramann, Regisseur und Filmproduzent
- Thomas Schmid (* 1961), Politiker, Bürgermeister in Garmisch-Partenkirchen
- Christian Stückl (* 1961), Regisseur und Intendant des Münchner Volkstheaters, Spielleiter der Passionsspiele seit 1987 und Ehrenbürger der Gemeinde[20]
- Ursula Maria Burkhart (* 1961), Schauspielerin, Rundfunkmoderatorin und Sprecherin, seit 2002 im Ensemble des Münchner Volkstheaters
- Stephan Bierling (* 1962), Politikwissenschaftler
- Barbara Schretter (* 1963), Verwaltungsjuristin
- Rita Falk (* 1964), Autorin
- Isolde Holderied (* 1966), Rallye-Fahrerin
- Marina Anna Eich (* 1976), Schauspielerin und Filmproduzentin

### Personen, die mit der Gemeinde in Verbindung standen
- Johannes Diemer (1830–1896), Hotelier, Chorleiter, Schauspieler und Bürgermeister von Oberammergau
- Michael Zeno Diemer (1867–1939), Maler, Musiker und Komponist